# Bitka pri Cowan's Fordu
Bitka pri Cowan's Fordu se je odvila na južnem prizorišču kampanje Cornwallisa med letoma 1780 in 1782 med ameriško revolucionarno vojno. Odvila se je 1. februarja 1781 pri Cowan's Fordu na reki Catawba v severozahodnem okrožju Mecklenburg, Severna Karolina, med silami približno 2.400 Britancev in približno 800 Patriotskih milic, ki so poskušale upočasniti britansko napredovanje čez reko. V tej bitki je bil ubit ameriški general William Lee Davidson.